# Château du Plessis-Fortia
Le château du Plessis-Fortia est situé sur la commune de Huisseau-en-Beauce, dans le département de Loir-et-Cher.

## Historique
Le château se trouve sur la terre de la seigneurie du Plessis-Formentières qui a été vendue le 8 avril 1599 par la veuve de Gilbert du Puy du Fou à Bernard de Fortia III (vers 1566-1629) qui avait été reçu conseiller au parlement de Paris en 1585. Il s'est marié en 1586 avec Marguerite Leclerc, fille de Nicolas Leclerc, secrétaire du roi. L'acte de vente ne mentionne pas de château. La construction du château a dû commencer entre 1600 et 1620. 
À la mort de Bernard Fortia III, le château est inachevé mais habitable. Il doit comprendre alors le pavillon détaché de la chapelle, le pavillon ouest et le corps de logis. Le contrat de 1633 traite de la construction du pavillon est et du pavillon détaché est du concierge.
À la mort de Bernard de Fortia, le château revient à son fils François de Fortia (vers 1587-1631). Conseiller du roi en ses conseils d'État et privé en 1619, maître des requêtes en 1629, intendant du Dauphiné en 1628 et intendant de Guyenne en 1631. Il semble ne pas avoir fait des travaux dans le château. Il a épousé Anne de La Barre en 1619.
Le 3 février 1633, « Jehan Foy, maître maçon à Paris, demeurant à Montmorency », c'est-à-dire près du château de La Barre, s'engage à terminer la construction du château. Anne de La Barre fait surélever le corps principal du logis, construire le grand escalier de pierre, le gros pavillon est qui porte les initiales d'Anne de La Barre et le pavillon détaché est.
Sur une lucarne du gros pavillon est on lit 1638 et les initiales BF. Ces initiales sont celles de Bernard de Fortia IV (1623-1694), fils de François de Fortia. Bernard de Fortia IV a été conseiller au parlement de Normandie en 1642, maître des requêtes en 1649, puis intendant du Poitou, d'Aunis et de La Rochelle en 1653, intendant d'Orléans et de Bourges en 1659 et intendant d'Auvergne en 1664. Il s'est marié en 1649 à Marguerite Le Mairat, fille de Jean Le Mairat et d'Anne Colbert de Saint-Pouange. L'inventaire fait à la mort de Bernard de Fortia IV donne une liste d'un mobilier ancien et peu important.
Le château passe à son fils, Jacques de Fortia, puis, en 1726, à son fils cadet, l'abbé Anne Bernard de Fortia, qui le vend en 1728 à Charles Prévost, sieur de Saint-Cyr.
Il passe par la suite à la famille Le Gouvello.
Le monument fait l’objet d’une inscription au titre des monuments historiques depuis le 27 août 1953.